# Glipa angustilineata
Glipa angustilineata là một loài bọ cánh cứng trong họ Mordellidae. Loài này được Fan & Yang miêu tả khoa học năm 1993.